# Joseph-Marie Trinh van-Can
Joseph-Marie Trịnh Văn Căn, vietnamski rimskokatoliški duhovnik, škof in kardinal, * 19. marec 1921, Trac But, † 18. maj 1990.

## Življenjepis
8. decembra 1949 je prejel duhovniško posvečenje.
5. februarja 1963 je bil imenovan nadškof pomočnik Hanoja in naslovni nadškof Aele; 2. junija istega leta je prejel škofovsko posvečenje. Nadškofovski položaj je nasledil 27. novembra 1978.
30. junija 1979 je bil povzdignjen v kardinala in imenovan za kardinal-duhovnika S. Maria in Via.